# Engelsdorf (Gemeinde Weitensfeld im Gurktal)
Engelsdorf ist eine Ortschaft in der Gemeinde Weitensfeld im Gurktal im Bezirk St. Veit an der Glan in Kärnten. Die Ortschaft hat 30 Einwohner (Stand 1. Jänner 2024).

## Lage
Die Rotte Engelsdorf liegt sonnseitig oberhalb des Zweinitzbachs, etwa 4 km nordwestlich von Zweinitz, auf dem Gebiet der Katastralgemeinde Thurnhof. Sie besteht aus den Häusern Duller (Nr. 5), Ortner (Nr. 10), Engelsdorfer (Nr. 17) und einem Haus ohne Vulgonamen (Nr. 18). Früher gab es in der Rotte auch die Vulgonamen Schütter (Nr. 6), Trebitzer, Jäger und Feichter.
Zur Ortschaft Engelsdorf gehören weiters ein Haus ohne Vulgonamen (Nr. 15) unterhalb der Rotte rechts am Zweinitzbach, drei Höfe rechtsseitig im Pötschgergraben (Lackner, Nr. 1; Sabitzer, Nr. 2; Ladornerkeusche,  Nr. 14) sowie der nördlich oberhalb der Rotte gelegene Untere Frieger (Nr. 3). Die etwas weiter nordwestlich gelegene Harderhube brannte am 24. August 1916 vollständig ab, wobei eine Magd in den Flammen ums Leben kam, und existiert nicht mehr.

## Geschichte
Der Ort wird in der ersten Hälfte des 15. Jahrhunderts als Engilprechtsdorf genannt.
Ab Gründung der Ortsgemeinden Mitte des 19. Jahrhunderts gehörte Engelsdorf zur Gemeinde Gurk. 1871 trat die Gemeinde Gurk die Katastralgemeinden Thurnberg und Zweinitz an die Gemeinde Weitensfeld ab, somit gehörte Engelsdorf dann zur Gemeinde Weitensfeld. 
Bei der Kärntner Gemeindestrukturreform von 1973 kam Engelsdorf an die damals neu errichtete Gemeinde Weitensfeld-Flattnitz, bei deren Auflösung 1991 wieder zur Gemeinde Weitensfeld im Gurktal.

## Bevölkerungsentwicklung
Für die Ortschaft ermittelte man folgende Einwohnerzahlen:
- 1869: 11 Häuser, 74 Einwohner[3]
- 1880: 9 Häuser, 63 Einwohner[4]
- 1890: 10 Häuser, 47 Einwohner[5]
- 1900: 9 Häuser, 53 Einwohner[6]
- 1910: 9 Häuser, 57 Einwohner[7]
- 1923: 8 Häuser, 55 Einwohner[8]
- 1934: 65 Einwohner[9]
- 1961: 9 Häuser, 56 Einwohner[10]
- 2001: 11 Gebäude (davon 10 mit Hauptwohnsitz) mit 12 Wohnungen und; 41 Einwohner und 2 Nebenwohnsitzfälle; 11 Haushalte; 0 Arbeitsstätten, 5 land- und forstwirtschaftliche Betriebe[11]
- 2011: 10 Gebäude, 31 Einwohner, 12 Haushalte, 1 Arbeitsstätte[12]
- 2021: 10 Gebäude, 29 Einwohner, 9 Haushalte, 2 Arbeitsstätten[13]